# باول سميث (لاعب كرة قدم)
باول سميث (بالإنجليزية: Paul Smith)‏ (15 أكتوبر 1954 في المملكة المتحدة - ) هو لاعب كرة قدم بريطاني في مركز الوسط. لعب مع كامبريدج يونايتد وهدرسفيلد تاون.